# شروع دوباره
شروع دوباره (انگلیسی: Starting Over) فیلمی در ژانر کمدی رمانتیک به کارگردانی آلن جی پاکولا است که در سال ۱۹۷۹ منتشر شد.

## خلاصه داستان
این فیلم که بر اساس رمانی از دن ویکفیلد می‌باشد دربارهٔ مردی مطلقه است که عاشق می‌شود، اما به هیچ طریقی نمی‌تواند همسر سابق خود را فراموش کند. این اتفاق بر روی زندگی عاشقانه اش تأثیر می‌گذارد و…

## جوایز
این فیلم کاندیدای ۲ اسکار (کاندیدای اسکار بهترین بازیگر نقش مکمل زن-کاندیدای اسکار بهترین بازیگر نقش اول زن) در سال ۱۹۸۰ شد.

## بازیگران
- برت رینولدز
- کندیس برگن
- چارلز دارنینگ
- فرنسیس استرنهیگن
- آستین پندلتن
- چارلز کیمبروف
- دانیل استرن
- جی او. ساندرس
- کوین بیکن
- مری کی پلیس
- والاس شاون